# Movciîniv, Bahmaci
Movciîniv (în ucraineană Мовчинів) este un sat în comuna Halîmonove din raionul Bahmaci, regiunea Cernihiv, Ucraina.

## Demografie
Componența lingvistică a localității Movciîniv
     Ucraineană (99,01%)
     Alte limbi (0,99%)
Conform recensământului din 2001, majoritatea populației localității Movciîniv era vorbitoare de ucraineană (99,01%), existând în minoritate și vorbitori de alte limbi.